# 最后的99天
《最后的99天》（英文：The last 99 days）是华谊兄弟于2008年拍摄的一部谍战剧。该剧以1949年国共两党在上海市的斗争为背景，肖昆肖鹏兄弟二人为主线的一部电视连续剧。剧中主要演员都隶属于华谊兄弟。

## 演员名单
| 演員   | 角色   | 简介                 | 備註 |
| ------ | ------ | -------------------- | ---- |
| 张涵予 | 肖 昆  | 肖家嫡长子           |      |
| 段奕宏 | 肖 鹏  | 肖家庶子，与父亲不和 |      |
| 车 晓  | 贾程程 |                      |      |
| 石维坚 | 储汉君 |                      |      |
| 宗 平  | 廖云山 |                      |      |
| 胡海峰 | 陈 安  |                      |      |
| 李 玥  | 章默美 |                      |      |
| 王若心 | 储兰云 |                      |      |
| 张志忠 | 徐杰生 |                      |      |
| 陈 婷  | 于阿黛 |                      |      |
| 黄达亮 | 肖 父  |                      |      |

## 剧情简介
1949年，第二次国共内战进入尾声，新政协即将召开。
肖昆和肖鹏是同父异母的兄弟。哥哥肖昆是上海地下党领导人，弟弟肖鹏却效忠于国民政府。
法学家、民生党主席储汉君和陆军高等指挥学校校长徐杰生成兄弟二人及双方阵营争夺的焦点。